# Paullinia fraxinifolia
Paullinia fraxinifolia är en kinesträdsväxtart som beskrevs av Triana & Planch.. Paullinia fraxinifolia ingår i släktet Paullinia och familjen kinesträdsväxter. Inga underarter finns listade i Catalogue of Life.